# Basili de Rubí
Basili de Rubí (Rubí, Vallès Occidental, 1899 — Barcelona, 1986) fou el nom de religió del caputxí Francesc Malet i Vallhonrat.
Entrà a l'orde caputxí en 1927. Durant la Guerra civil espanyola va estar a punt de ser executat, però va aconseguir escapar-ne i es traslladà a Itàlia, lloc on començà les seves investigacions sobre la història de l'orde caputxí a Catalunya. Acabada la guerra a Espanya, va tornar al nostre país i fou nomenat director dels seminaris caputxins d'Olot i de Barcelona, així com definidor del govern general de la província caputxina.
Estigué llarg temps al convent dels caputxins de Sarrià. Fou historiador, fundador de l'entitat Franciscàlia (1948), editor de la revista Estudis Franciscans des de la represa (1948) i iniciador i director de la col·lecció de Filosofia Criterion en 1959.

## Obres
- Reforma de Regulares a principios del siglo XIX (1943).
- Necrologi dels frares menors caputxins de Catalunya i Balears (1945).
- Art pessebrístic (1947).
- La última hora de la tragedia. Hacia una revisión del caso Verdaguer (1958). (castellà)
- El padre Bernardino de Manlleu (1962). (castellà)
- Les corts generals de Pau Claris (1976).
- Un segle de vida caputxina a Catalunya (1978).
- Els caputxins a la Barcelona del segle XVIII (1984).